# اونس سنت پری
اونس سنت پری (انگلیسی: Ovince Saint Preux؛ زادهٔ ۸ آوریل ۱۹۸۳) ورزشکار هنرهای رزمی ترکیبی اهل ایالات متحده آمریکا است. وی از سال ۲۰۰۸ میلادی تاکنون مشغول فعالیت بوده‌است.